# Taravo
Taravo é um rio localizado na França.